# Donatas Kušlys
Donatas Kušlys (* 13. Mai 1971 in Marijampolė) ist ein litauischer Diplomat.

## Werdegang
Donatas Kušlys wuchs in Marijampolė auf und besuchte dort von 1978 bis 1989 die örtliche Mittelschule. Von 1989 bis 1994 studierte er an der Pädagogischen Universität Vilnius Physik, Astronomie und Informatik. 1994 besuchte er Seminare des Instituts für Weltwirtschaft an der Universität Vilnius. Von 1994 bis 1995 studierte er an der International Business School an der Universität Vilnius in Kooperation mit Saint John’s University. Von 1995 bis 1997 absolvierte er eine Ausbildung zum Industriekaufmann an der Kaufmännischen Kreisberufsschule in Heilbronn. Von 1997 bis 1999 arbeitete Donatas Kušlys bei Rohrbach + Huber GmbH & Co KG in der Kreditorenbuchhaltung in Heilbronn. 1999 arbeitete er als Manager für internationale Geschäftsbeziehungen bei der Aktiengesellschaft „Žemūktechnika“ in Marijampolė. Danach stieg er 1999 in den diplomatischen Dienst Litauens ein. Zunächst arbeitete er von 1999 bis 2001 als Attaché in der Abteilung für Wirtschaftsanalyse und Exportförderung am litauischen Außenministerium. 2001 bis 2003 arbeitete er als Dritter Sekretär in der Abteilung für Wirtschaftsanalyse und Exportförderung. Ab 2003 war er Zweiter Sekretär. Von 2004 bis 2007 war Donatas Kušlys Zweiter Botschaftssekretär an der litauischen Botschaft in Deutschland. 2007 und 2008 arbeitete er als Zweiter Sekretär in der Protokollabteilung des Präsidialamtes Litauens, 2008 wurde er zum Ersten Sekretär ernannt und von 2010 bis 2018 war er der Leiter der Abteilung. 2018 wurde er zum litauischen Botschafter bei der Republik Österreich ernannt.

## Privates
Donatas Kušlys spricht Litauisch, Deutsch, Polnisch, Englisch und Russisch.